# フェリックス・モットル
フェリックス・ヨーゼフ・フォン・モットル（Felix Josef von Mottl, 1856年8月24日 - 1911年7月2日）は、オーストリアの指揮者・作曲家である。
ワーグナーのヴェーゼンドンク歌曲集を管弦楽用に編曲したことで知られる。

## 略歴
ウンター・ザンクト・ファイト（当時はウィーン郊外だが、現在は市内）の出身。ウィーン音楽院でアントン・ブルックナーらに師事して優秀な成績をおさめる。生前は最も華麗な指揮者の一人として認められたが、『アグネス・ベルナウアー』（Agnes Bernauer 1880年 ヴァイマル）などの歌劇のほかに多数の歌曲を作曲している。卓越した音楽教師でもあり、ヴィルヘルム・フランツ・ロイスやベルギーのワーグナー歌手エルネスト・ヴァン・ダイクも門人の一人である。
ワーグナー作品の有能な指揮者として名を馳せ、バイロイトでは、『ニーベルングの指環』の最初の全曲上演の準備でハンス・リヒターの助手を務めた。1886年にはバイロイト音楽祭で『トリスタンとイゾルデ』を指揮している。1881年から1903年まではカールスルーエ歌劇場の指揮者となり、とりわけワーグナーやベルリオーズの作品の上演で活躍した。
後年はワーグナーの専門家としてロンドンやニューヨークを訪れ、1903年にはメトロポリタン歌劇場の客演指揮者となった。1904年にベルリン芸術アカデミーの院長に就任する。1907年6月にウェルテ=ミニョン社の自動ピアノに自作のトランスクリプション（『トリスタン』から前奏曲、愛の二重唱、ブランゲーネの警告）を含む録音を製作した。1911年6月21日にミュンヘンで100回目の『トリスタン』の公演を指揮している最中に心臓発作に倒れ、7月2日に同地の病院で息を引き取った。

## 作品
- 『アグネス・ベルナウアー』　（1880年）
- 『エーベルシュタイン伯』　（1881年）
- 『殿様と歌手』　（1893年）
- 『ラマ』　（1894年）

### 編曲
- リヒャルト・ワーグナー『ヴェーゼンドンク歌曲集』
- フランツ・シューベルト『幻想曲ヘ短調 D940, Op.103 』
- エマニュエル・シャブリエ『気まぐれなブーレ』
- エマニュエル・シャブリエ『３つのロマンティックなワルツ』

### ピアノロールによる録音
- 「トリスタンとイゾルデ」前奏曲（1907年） - YouTube